# Russisch-Krimtatarischer Krieg
Der Russisch-Krimtatarische Krieg (1570–1572) war eine Auseinandersetzung zwischen dem Zarenreich Russland und dem Khanat der Krim.

## Vorgeschichte

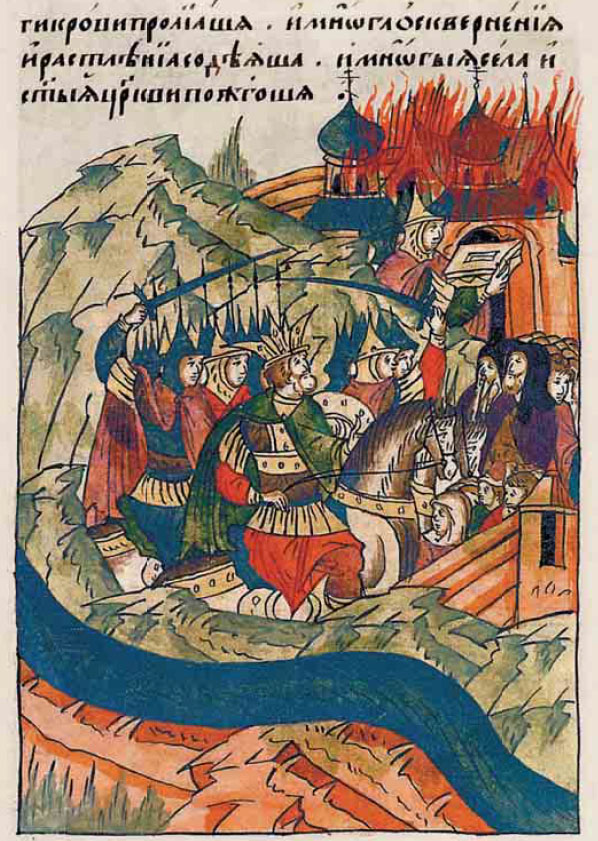
Einfall der Tataren in Russland 1521 unter Devlet Giray

In der ersten Hälfte des 16. Jahrhunderts zählten russische Chroniken 43 Einfälle der Krimtataren. Die schwersten davon fanden in den Jahren 1517, 1521, 1536, 1537 und 1552 statt. Zugleich konnte das Moskauer Reich in der Mitte des Jahrhunderts beachtliche Erfolge mit der Einnahme der tatarischen Khanate Kasan und Astrachan verbuchen. 
Seit der zweiten Hälfte der 1560er Jahre wuchs der Druck auf den Khan der Krimtataren, Devlet Giray (1512–1577), einen Angriff auf den russischen Zaren Iwan IV. (1530–1584) durchzuführen. Der osmanische Sultan Selim II. (1524–1574) plante einen Angriff auf Astrachan und forderte die Unterstützung des Krimkhanats. Polen und Litauer befanden sich schon seit Jahren im Livländischen Krieg (1558–1583) gegen das Zarentum Russland und drohten, ihre Tribute an den Khan einzustellen, sollte dieser sie nicht wirksam unterstützen.

## Der Krieg
1570 begann der Krieg mit dem Einfall der Krimtataren in Russland, im Gebiet von Rjasan. Im folgenden Jahr durchbrach ein riesiges Heer der Tataren, auch mit osmanischen Verstärkungen, erneut die russischen Stellungen an der Oka und brannte vom 24. bis zum 26. Mai 1571 Moskau fast vollständig nieder. Danach verlangte Devlet Giray die Abtretung von Kasan und Astrachan im Gegenzug für einen Friedensschluss. Iwan IV. zögerte die Verhandlungen hinaus und brach sie schließlich im Frühjahr 1572 ganz ab, nachdem er die vorherigen Monate genutzt hatte, um die russischen Truppen und die Stellungen an der Oka zu verstärken. Dewlet Giray rückte deshalb im Sommer 1572 erneut gegen Moskau vor.
In der Schlacht bei Molodi zwischen dem 26. Juli und dem 2. August 1572 konnten die russischen Truppen unter Michail Worotynski die Krimtataren besiegen.

## Folgen
Der Sieg der russischen Truppen wurde überall in Russland gefeiert, auch im Rest Europas fand er größere Beachtung. Er verschaffte Iwan IV. die Gelegenheit, den Großteil seiner Truppen im Livländischen Krieg einzusetzen und mit schwächeren Kräften den Schutz der Südgrenzen zu gewährleisten. Der Krieg gilt als der Beginn des Niederganges des Krimkhanats.